# أيامي ميساكي
أيامي ميساكي (باليابانية: 水崎綾女) هي ممثلة يابانية، ولدت في 26 أبريل 1989 بكوبه في اليابان.

## الأعمال

### أفلام
| السنة | العنوان       | الدور         |
| ----- | ------------- | ------------- |
| 2015  | هجوم العمالقة | هيانا         |
| 2017  | الضوء         | ميساكو أوزاكي |

### مسلسلات
| السنة | العنوان           | الدور        |
| ----- | ----------------- | ------------ |
| 2020  | أليس في بوردرلاند | ساوري شيبوكي |

## روابط خارجية
- أيامي ميساكي على موقع IMDb (الإنجليزية)
- أيامي ميساكي على موقع قاعدة بيانات الفيلم (الإنجليزية)